# Колотов, Владимир Николаевич
Влади́мир Никола́евич Ко́лотов (род. 14 января 1969 года, Ленинград) — российский востоковед. Доктор исторических наук, профессор, заведующий кафедрой истории стран Дальнего Востока СПбГУ. Директор Института Хо Ши Мина СПбГУ. Член редакционной коллегии рецензируемых научных журналов, «Вьетнамские исследования», «Вестник Кемеровского государственного университета», «Вестник политической психологии», «Восточная Азия: факты и аналитика», «Известия Восточного Института», «Проблемы Дальнего Востока», «Юго-Восточная Азия. Актуальные проблемы развития». Член редакционного совета серии «Востоковедение, африканистика» журнала «Вестник СПбГУ».

## Биография
Окончил Восточный факультет СПбГУ в 1994 году по кафедре китайской филологии и кафедре истории стран Дальнего Востока. Освоил четыре иностранных языка. В 1997 году защитил кандидатскую диссертацию «Религия и политика в истории Южного Вьетнама в 1945—1963 гг». С 1998 г. — ассистент, с 1999 г. доцент Восточного факультета. Занимал должность заместителя декана факультета. В 2005 году защитил докторскую диссертацию по теме: «Религиозный фактор в управляемых локальных конфликтах: Южный Вьетнам в период колонизации и индокитайских войн (Вторая четверть XVII — третья четверть XX вв.)». С 2007 г. — профессор.
В 2006 г. читал лекции по истории Вьетнама в Институте азиатских и африканских исследований (AAI) в Гамбурге. Также побывал с докладами и лекциями в Санкт-Петербурге, Москве, Владивостоке, Саратове, Воронеже, Киеве, Копенгагене, Лондоне, Париже, Гамбурге, Турку, Ханое, Хошимине, Неаполе, Гётеборге, Сеуле, Лиссабоне, Канберре.
Автор более 200 научных работ.

## Сфера научных интересов
История Вьетнама. Евразийская система дуг нестабильности. Технологии использования религиозного фактора в управляемых локальных конфликтах. История религий во Вьетнаме. Военная история и национально-освободительная борьба во Вьетнаме. История Китая. История Камбоджи. История Мьянмы. Проблемы региональной безопасности в Азиатско-Тихоокеанском регионе. Стратегия. Когнитивные войны.

## Общественная деятельность
Член (ранее директор Санкт-Петербургского филиала) Общества российско-вьетнамской дружбы.
Член Европейской ассоциации по изучению Юго-Восточной Азии (EuroSEAS).
Член Европейской ассоциации по изучению Вьетнама (EuroViet).
Член Российского Национального Комитета Азиатско-Тихоокеанского Совета Сотрудничества по Безопасности (РНК АТССБ).
Член рабочей группы по противодействию псевдорелигиозному экстремизму Координационного совета по противодействию терроризму при Общественной палате РФ.
Эксперт Российского совета по международным делам.
С 2010 года директор Института Хо Ши Мина СПбГУ, который за успехи в научной и образовательной деятельности в 2023 году был награждён Орденом дружбы — высшей государственной наградой СРВ для иностранных организаций. Работа профессора Колотова по укреплению дружеских научных и культурных связей между РФ и СРВ высоко оценивалась вьетнамской стороной. Владимир Николаевич активно выступает в СМИ (как российских, так и вьетнамских) и часто дает комментарии и развернутые интервью по проблемам международных отношений на Дальнем Востоке. Был телеведущим на вьетнамском языке прямой трансляции телемоста «Ханой-Москва. Песни Победы» в 2011 году.

## Научные труды

### Монографии
- Колотов В. Н. Сайгонские режимы: религия и политика в Южном Вьетнаме, 1945—1963 гг. — СПб.: Издательство СПбГУ, 2001. — 303 с.
- Колотов В. Н. Технологии использования религиозного фактора в управляемых локальных конфликтах: Южный Вьетнам в период колонизации и индокитайских войн (вторая четверть XVII — третья четверть XX вв.) — СПб.: НП-Принт, 2013. — 684 с.
- Kolotov V.N. Vòng cung bất ổn Á-Âu và ảnh hưởng của nó đến an ninh Việt Nam. -HN: NXB Sự Thật, 2017. — 184 tr.

### Переводы
- Хо Ши Мин. Биография / Отв. ред. и перевод В. Н. Колотов. Ханой: Издательство «Политическая теория», 2016[15].
- Сокровища Красной реки. Археологические коллекции из музеев Вьетнама: каталог выставки / Перевод с вьетнамского языка В. Н. Колотова. Государственный Эрмитаж. —СПб.: Изд-во Гос. Эрмитажа, 2019. — 232 с.: илл.
- Hồ Chí Minh. Bàn về Binh pháp Tôn Tử / Dịch Vladimir N. Kolotov. — Hà Nội: Nhà xuất bản chính trị quốc gia Sự thật, 2021. Tr. 212. (Хо Ши Мин. О законах войны Сунь-цзы / пер. В. Н. Колотов. — Ханой: Государственное политическое издательство «Правда», 2021. 212 с.)[16]
- Хо Ши Мин. Законы войны Сунь-цзы. 1945—1946 / пер. с вьет., сост. и коммент. В. Н. Колотова. — СПб.: Изд-во С.-Петерб. ун-та, 2022. — 224 с.[15]
- Хо Ши Мин. Законы войны Сунь-цзы. 1945—1946 / пер. с вьет., сост. и коммент. В. Н. Колотова. Подарочное издание. — СПб.: Изд-во С.-Петерб. ун-та, 2023. — 228 с.[17]
- Хо Ши Мин о законах войны Сунь-цзы и Кунмина в стратегии Вьетнама / пер. с вьет., сост., коммент. и вст. ст. В. Н. Колотова. — СПб.: Изд-во С.-Петерб. ун‑та, 2025. — 312 с.

### Статьи
на русском языке
- Колотов В. Н. Институты новых религий как инструмент управления конфликтом// Международные процессы. 2004. № 3(6). — С. 96-105.
- Колотов В. Н. Восточноазиатская дуга нестабильности как основной элемент системы региональной безопасности // Актуальные проблемы региональной безопасности современной Азии и Африки / Отв. ред. В. Н. Колотов. — СПб.: НП-Принт, 2013. — С. 58-76.
- Колотов В. Н. Востоковедение и конфликтология // Концепции современного востоковедения. — СПб.: КАРО, 2013. С. 169—185.
- Колотов В. Н. Евразийская дуга нестабильности: история формирования, современное состояние и перспективы на будущее // Евразийская дуга нестабильности и проблемы региональной безопасности от Восточной Азии до Северной Африки  / Колотов В. Н.. — СПб.: НП-Принт, 2013. — С. 28-89. — ISBN 978-5-91542-244-4. Архивировано 9 января 2019 года.
- Колотов В. Н. Современное состояние евразийской дуги нестабильности: расстановка зон влияния и перенос нестабильности с западного фланга на восточный // Сравнительная политика. 2014. Вып. 2. С. 28-42.
- Колотов В. Н. Технологии гипноза в миссионерской практике иезуитов во Вьетнаме XVII века (Часть 1) // Вестник СПбГУ. Сер. 13. 2014. Вып. 1. С. 117—133.
- Колотов В. Н. Технологии гипноза в миссионерской практике иезуитов во Вьетнаме XVII века (Часть 2) // Вестник СПбГУ. Сер. 13. 2014. Вып. 2. С. 96-112.
- Колотов В. Н. Технологии гипноза в миссионерской практике иезуитов во Вьетнаме XVII века (Часть 3) // Вестник СПбГУ. Сер. 13. 2014. Вып. 3. С. 124—137.
- Колотов В. Н. Стратагемность мышления вьетнамского полководца Во Нгуен Зяпа как ключевой элемент исторической победы при Дьенбьенфу // Восток-Запад: историко-культурный альманах: 2013—2014 / под ред. акад. В. С. Мясникова ; Ин-т всеобщей истории РАН; Ин-т научной информации по общественным наукам РАН. — М.: Наука — Вост. лит., 2014. С. 80-103, 238.
- Колотов В. Н. Идеология Хо Ши Мина как ключевой ингредиент вьетнамской победы и успешных реформ // Духовное наследие Хо Ши Мина и современность. — СПб.: СПбГУ, 2015. С. 481—492, 510.
- Колотов В. Н. Характеристика геополитического положения Вьетнама // Современный Вьетнам. Справочник. — М: ИД «Форум», 2015. — 368 с. С. 229—236.
- Колотов В. Н. Евразийская дуга нестабильности как основная геополитическая угроза евразийской интеграции // III Международный форум Евразийская экономическая интеграция. Сборник докладов. Санкт-Петербург, 16 апреля 2015 г. Под ред. д. экон. наук, проф. И. А. Максимцева. — СПб.: Издательство СПбГЭУ. С. 100—106.
- Колотов В. Н. Навстречу XII съезду КПВ: анализ внутриполитической ситуации международной обстановки // Вьетнамские исследования. Выпуск 6. Вьетнам: 70 лет независимости. М.: ИД Форум, 2016. С. 107—122 (328).
- Колотов В. Н. Проблематика национальной и региональной безопасности Вьетнама в документах XII съезда КПВ // XII съезд Компартии Вьетнама: документы и экспертные оценки". М.: ИД Форум; 2016. С. 229—241.
- Колотов В. Н. Психотехнологии в информационных войнах: анатомия одной публикации о Вьетнаме // Вестник СПбГУ. Востоковедение и африканистика. 2017. Т. 9. Вып. 1. С. 106—122.
- Колотов В. Н. Технологии использования религиозного фактора во Вьетнаме: особенности политической истории основных религиозных групп // Культура и искусство Вьетнама: сборник научных статей. — М. : ИД «ФОРУМ», 2017. С. 248—261.
- Колотов В. Н. Идеология Хо Ши Мина против французской стратегии молниеносной войны // Вопросы истории, № 6, Июнь 2017. C. 39-52.
- Колотов В. Н. Евразийская дуга нестабильности: предварительные итоги 2016 г. // Евразийская дуга нестабильности и проблемы региональной безопасности от Восточной Азии до Северной Африки: предварительные итоги 2016 г. / Гл. ред. В. Н. Колотов. — СПб.: СПбГУ, Восточный факультет; Изд-во «ИПК НП-Принт», 2017. С. 5-50.
- Колотов В. Н. SWOT-анализ политики обновления во Вьетнаме и проблемы российско-вьетнамских отношений // Вьетнамские исследования. № 4-2018. С. 5-18.
- Колотов В. Н. История формирования и анализ современных процессов дестабилизации Евразии // Проблемы национальной стратегии. 2023. № 4 (79). С. 62-81[18].

на других языках
- Kolotov V. N. Main Trends of Russia’s Foreign Policy in Transforming East and Southeast Asia // Brookings East Asia Commentary. 2008. Number 18.
- Kolotov V. N. Russia’s Views of the Security Situation in East Asia // Brookings East Asia Commentary. — 2012. — № 61.
- Kolotov V. N. Chiến thắng Điện Biên Phủ — sự kiện lịch sử đánh dấu bước ngoặc trong quá trình chống ngoại xâm // Hội thảo khoa học Quốc tế «Chiến thắng Điện Biên Phủ sức mạnh dân tộc, tầm vóc thời đại». — HN: NXBKH, 2014. Tr. 583—591, 707.
- Kolotov V. N. Vòng cung bất ổn Á-Âu: Lịch sử hình thành, hiện trạng và triển vọng // Tài liệu phục vụ nghiên cứu (lưu hành nội bộ). Số 2015 — 3, 4&5, 6&7, 8&9. Hà Nội, 2015.
- Kolotov V.N. The Conflict Management System in South Vietnam during the First and Second Indochina Wars // Ethnic and Religious Politics in Vietnam. Universität Hamburg: Hamburger Südostasienstudien. Thomas Engelbert (ed). Band 12, 2015. P. 51-80.
- Kolotov V. N. Việt Nam trong bối cảnh các cường quốc đấu tranh vì trật tự mới trong khu vực // VNU Journal of Science. Tạp chí Khoa hoc. Vietnam National University. Vol. 32.N 1S, 2016. Tr. 55-60.
- Kolotov V.N. Analysis of Domestic Political and International Situations before and after the 12th Congress of the Communist party of Vietnam // Russian Scholars on Vietnam. Ed. by Vladimir Mazyrin and Evgeny Kobelev. Volume 2. Moscow: Forum Publishing, 2017. P. 60-72.
- Kolotov V. N. The situation along the East Asian sector of the Eurasian Arc of Instability and territorial disputes in the South China Sea in 2017 // Russian Academy of Sciences Institute of Oriental Studies Security and Cooperation in the South China Sea: The Evolution of Military and Political Interests of the Parties Concerned. Institute of Oriental Studies of RAS: Moscow, 2017. P. 254—266.
- Kolotov V. Hệ tư tưởng Hồ Chí Minh trong tiến trình cách mạng Việt Nam // Tạp Chí Lịch Sử Đảng 12-2018. Tr. 74-78.

## Награды
- Медаль Академии общественных наук Вьетнама «За вклад в развитие общественных наук»[19].
- Орден Дружбы — Вьетнам, 2012 год[20].